# Sid Meier’s Alpha Centauri
Sid Meier’s Alpha Centauri ist ein rundenbasiertes Strategiespiel der Firma Firaxis Games aus dem Jahr 1999, das in der Tradition der Civilization-Reihe steht. Ziel des Spiels ist die Entsendung eines Raumschiffs zur Kolonisierung eines Planeten im Alpha-Centauri-System. Anstelle von Zivilisationen leitet man in diesem Spiel eine von sieben Splittergruppen, die sich aus der Besatzung des Raumschiffs gebildet haben.
Ebenfalls 1999 erschien mit Alien Crossfire die einzige Erweiterung zu Alpha Centauri, die dem Spiel sieben zusätzliche Gruppierungen hinzufügt, darunter zwei Fraktionen, die einer außerirdischen Spezies angehören.

## Hintergrundgeschichte
Der Geschichte des Spiels zufolge steht die Menschheit durch Kriege, Seuchen, Hungersnöte und andere Katastrophen auf der Erde kurz vor der Ausrottung. Die Vereinten Nationen schaffen es jedoch, ein Kolonisierungs-Raumschiff, die Unity, ins Alpha-Centauri-System zu schicken, wo ein erdähnlicher Planet namens Chiron entdeckt wurde; man hofft, dass die hervorragendsten Vertreter der Menschheit imstande seien, dort eine bessere Zivilisation aufzubauen.
Als die Unity, die im Jahre 2060 die Erde verließ, sich im Jahr 2100 Alpha Centauri nähert, erleidet das Schiff eine Fehlfunktion, und die wichtigsten Offiziere werden aus dem Kälteschlaf geweckt. Während die Mannschaft versucht, den Schaden zu beheben, wird Kapitän Garland ermordet. Aufgrund des kritischen Schadens der Unity flüchten alle sieben Anführer des Schiffes – zusammen mit gleichgesinnten Besatzungsmitgliedern – in Rettungskapseln und landen auf Chiron. Diese sieben, die völlig unterschiedlichen Charaktereigenschaften und politischen Überzeugungen angehören, beginnen nun im Wettstreit eine neue Gesellschaft gemäß ihrer Ideologie zu gründen – und so die Menschheit ein erneutes Mal zu Faktionalismus und Krieg zu führen.

## Spielprinzip
Das gesamte Spielgeschehen findet auf einer in isometrischer Draufsicht dargestellten Planetenoberfläche statt, die wie in der Civilization-Reihe durch ein Raster in quadratische Felder aufgeteilt ist. Diese können unterschiedlich beschaffen sein (z. B. Meereshöhe, Niederschlag, Wälder, Felsen, Fungus). Basen und Einheiten nehmen immer nur ein Feld in Anspruch, letztere bewegen sich nur kästchenweise über die Karte.
Der Spieler übernimmt die Rolle des Anführers einer der sieben Fraktionen und soll diese zur dominierenden Macht auf dem Planeten ausbauen. Die Strategie zum Erreichen dieses Zieles kann frei gewählt werden. Dabei basiert die Spielmechanik auf den vier Grundsätzen „Entdecken“, „Erobern“, „Erforschen“ und „Erbauen“.
- Unter Entdecken versteht sich die Erkundung des neuen Planeten auf der Suche nach neuen Ressourcen, Siedlungsplätzen, Raumschiff-Artefakten und einheimischen Lebensformen.
- Erobern erklärt sich von selbst – trifft die Fraktion des Spielers auf andere Fraktionen und ist eine Einigung über das umfangreiche Diplomatiesystem nicht möglich, kommt es zu Kriegen mit einer großen Vielfalt frei designbarer Kampfeinheiten.
- Das Erforschen neuer Technologien treibt den Spielablauf wesentlich voran: Der vom Spieler in verschiedene Richtungen lenkbare wissenschaftliche Fortschritt ermöglicht neue Militäreinheiten, Basisverbesserungen und sogar neue Gesellschaftsformen.
- Das Erbauen schließlich umfasst die Errichtung von Basen, deren Ausbau mit umfangreichen Verbesserungen sowie die Nutzbarmachung der natürlichen Ressourcen des Planeten („Terraforming“).

Weitere Besonderheiten des Spiels sind das sogenannte „Sozialtechnik“-System, mit dem sich die Gesellschaftsform der Fraktion umfassend beeinflussen lässt; die Interaktion mit der semi-bewussten einheimischen Lebensform, dem so genannten Fungus, der ein den Planeten umspannendes Netzwerk bildet; sowie die umfangreichen wissenschaftlichen und philosophischen Zitatsammlungen in den „Datalinks“, einem spielinternen Hilfe- und Infosystem.
Es gibt verschiedene Möglichkeiten, gegen menschliche Spieler zu spielen (simultan oder nacheinander ziehend im Netzwerk, Play by eMail, Hotseat).

## Siegbedingungen
Um das Spiel zu beenden, hat der Spieler die Auswahl zwischen vier Siegesformen: militärische Eroberung des gesamten Planeten; der wissenschaftliche Sieg (Erreichen der Transzendenz, einer neuen Stufe des menschlichen Bewusstseins); diplomatischer Sieg durch Wahl zum „Oberbefehlshaber“ des Planeten; wirtschaftlicher Sieg durch weitgehende Kontrolle des planetaren Energiemarktes.
In der Erweiterung können die Außerirdischen den so genannten Vorfahren-Sieg erreichen, d. h. das Herbeirufen einer außerirdischen Kriegsflotte.

## Gruppierungen

### In der Basis-Version
Es stehen folgende Fraktionen zur Auswahl:
- Planet-Universität (elitäre Wissenschaftlerorganisation unter Provost Prokhor Zakharov)
- Gaias Stieftöchter (grüne Pazifisten unter Lady Deirdre Skye)
- Friedenstruppen (Nachfolger der UN unter dem Abgesandten Pravin Lal)
- Morgan Industries (Kapitalisten unter CEO Nwabudike Morgan)
- Sparta-Koalition (militaristischer Bund unter Colonel Corazón Santiago)
- Die Gläubigen des Herrn (christliche Sekte unter Schwester Miriam Godwinson)
- Der Kollektivgeist (totalitärer Polizeistaat unter dem Vorsitzenden Sheng-Ji Yang)

### In der Erweiterung
Für Alpha Centauri gibt es eine Erweiterung namens Alien Crossfire (SMAX), in der unter anderem weitere sieben Fraktionen eingeführt wurden, von denen zwei außerirdischen Ursprungs sind:
- Die Nautilus-Piraten (Marine-Experten unter Captain Ulrik Svensgaard)
- Die Datenengel (Hackergruppe unter Datenexpertin Sinder Roze)
- Der Kult des Planeten (Transzendenz-Anhänger unter Prophet Cha Dawn)
- Das kybernetische Bewusstsein (Cyborgs unter Primärfunktion Aki Zeta-Fünf)
- Die freien Drohnen (Arbeiter-Revolutionäre unter Meister Domai)
- Die Manifold-Verwalter (Konservative Außerirdische unter Verwalterin Lular H’minee [Außerirdische])
- Die Manifold-Usurpatoren (Rebellierende Außerirdische unter Usurpator Judaa Marr [Außerirdische])

## Sonstiges
- Der fiktive Planet im Spiel trägt den Namen Chiron (lat. und engl. Form von Cheiron), seine beiden Monde heißen Pholus und Nessus. Somit sind diese Himmelskörper alle nach Kentauren der griechischen Mythologie benannt.
- Die Geschichte der Kolonisierung des Planeten wird in kleinen Zwischentexten im Spiel in Form einer Kurzgeschichte erzählt.
- Bemerkenswert ist auch der logische Aufbau der Technologien, die meist auf heutigen wissenschaftlichen und philosophischen Theorien basieren. Diese werden in kurzen Zitaten und erklärenden Texten dargelegt.
- Das Spiel besitzt einen Konfigurationsmechanismus für militärische Einheiten, in dem die Waffengattung (Land-, Luft-, Marineeinheit oder gezüchtete einheimische Lebensform) und Ausrüstung (Waffen, Panzerung etc.) der Einheiten vom Spieler selbst festgelegt werden können. Nach Herstellerangaben ergeben sich dadurch 32.000 mögliche Designvarianten.[1]
- Es gibt einen SMAC-Quellenband zum Rollenspielsystem GURPS.
- Die ursprüngliche Farbpalette des zu besiedelnden Planeten führte dazu, dass Spieler, die an einer Rot-Grün-Sehschwäche leiden, verschiedene Terraintypen kaum unterscheiden können. Daher wurde mit der Erweiterung „Alien Crossfire“ auch eine alternative Farbpalette für die Grafiken des Spiels veröffentlicht.

## Rezeption
Alpha Centauri bediene sich stark an Civilization. Es sei optisch und akustisch mager. Aufgrund seiner Komplexität erfordere es Einarbeitung. Dennoch biete es dem Spieler ein zeitlos geniales spielerisches Grundkonzept, das perfekt ausbalanciert sei. Da die Partien sehr lang sind, sei es für den Mehrspieler eigentlich ungeeignet. Im Vergleich zu Civilization gebe es lediglich Detailverbesserungen. Eine moderne Präsentation oder vereinfachte Bedienung fehle weiterhin. Einsteiger werden von der Fülle an Funktionen überfordert. Der Hintergrund sei jedoch sehr esoterisch, amerikanisch und treffe nicht alle Geschmäcker.
Retrospektiv sei es ein Meisterwerk, das die hohen Erwartungen erfüllte. Jedoch sei es komplex und sperrig.